# Julia Rothenburg
Julia Rothenburg (* 1990 in Berlin) ist eine deutsche Schriftstellerin.

## Leben
Rothenburg wuchs in Berlin-Kreuzberg auf. Vater und Mutter waren Kommunikationstrainer. Nach ihrem Abitur am Leibniz-Gymnasium im Jahr 2009 studierte sie Soziologie und Politikwissenschaft in Freiburg und Berlin und war 2016 Stipendiatin der Schreibwerkstatt der Jürgen Ponto-Stiftung. Bis 2019 arbeitete sie als Buchhändlerin.
Im Jahr 2017 erschien ihr Debütroman Koslik ist krank. Der NDR hat das Buch 2019 als Hörspiel adaptiert, das 2020 für den Deutschen Hörspielpreis nominiert wurde. 2019 wurde ihr zweiter Roman hell/dunkel veröffentlicht, 2021 folgte Mond über Beton.
Rothenburg lebt in Berlin.

## Werke
- Koslik ist krank. Frankfurter Verlagsanstalt, Frankfurt am Main 2017, ISBN 978-3627002459.
- hell/dunkel. Frankfurter Verlagsanstalt, Frankfurt am Main 2019, ISBN 978-3627002596.
- Versuch zu trauern. In: allmende – Zeitschrift für Literatur 103, 2019.
- Mond über Beton. Frankfurter Verlagsanstalt, Frankfurt am Main 2021, ISBN  978-3627002824.
- Zwischen Göttern und Geistern. In: Aus Politik und Zeitgeschichte, „Krankenhaus“, 71.30-31, 2021.

## Auszeichnungen
- 2015: Retzhof-Preis für junge Literatur für das Manuskript zu Koslik ist krank
- 2019: Jahresstipendium für Literatur vom Land Baden-Württemberg für Koslik ist krank
- 2021: Bayern-2-Wortspiele-Preis für Mond über Beton
- 2021: Literaturfestpreis Meißen für Mond über Beton (mit Anselm Oelze)[4]